# Vogliamo i colonnelli
Vogliamo i colonnelli è un film del 1973 diretto da Mario Monicelli, presentato in concorso al 26º Festival di Cannes. È una commedia satirica a sfondo fantapolitico che immagina un maldestro colpo di Stato in Italia, con esplicite allusioni ai presunti tentativi di golpe del 1964 e del 1970 e al regime dei colonnelli greci.

## Trama
(voce narrante di Riccardo Cucciolla all'inizio del film)
(Il Ministro Li Masi al Presidente della Repubblica)
Milano: un ordigno esplosivo fa crollare la Madonnina del duomo di Milano, scatenando un'ondata di sdegno in tutto il Paese e all'estero. L'attentato è stato organizzato da estremisti di destra per incolpare le Sinistre, ma l'on. Giuseppe Tritoni, che fa parte del complotto, finisce col rompere col suo partito. La "Grande Destra" sta infatti perseguendo una politica di inserimento nel sistema democratico, presentandosi come il partito che vuole "la libertà nell'ordine e l'ordine nella libertà". L'onorevole, persuaso che il potere vada preso prima che la sinistra prenda il sopravvento, si rivolge all'anziano colonnello Ribaud affinché gli procuri un appuntamento con il generale Bassi-Lega, messo a riposo a metà pensione per aver preso parte a un tentativo di golpe. Il Tritoni lo convince a dargli la lista segreta di ufficiali che si erano detti disponibili a partecipare al complotto, a suo tempo compilata dal generale De Vincenzo.
Reclutati i partecipanti, si rivolge all'industriale Irnerio Steiner per il finanziamento dell'impresa. Per convincerlo a sborsare cinquecento milioni lo minaccia di rivelare i retroscena di una fornitura di vecchi apparecchi radio all'esercito, residuati di guerra malfunzionanti venduti a prezzo pieno in complicità col generale Alcide Bosisio. Ottenuti i finanziamenti e organizzato un campo paramilitare per l'addestramento dei partecipanti, i congiurati si riuniscono in una villetta isolata per mettere a punto i dettagli del piano "Volpe nera" (occupazione militare dei centri nevralgici del potere, arresto degli oppositori politici, rapimento del Presidente della Repubblica e lettura alla Rai del proclama in cui si annuncia alla Nazione l'avvenuto colpo di Stato) e decidere il futuro ordinamento del Paese.
Alla riunione prende parte il colonnello Andreas Automatikos, membro dei servizi segreti della neonata Dittatura dei colonnelli. Un giornalista di sinistra, Armando Caffè, che si trova casualmente da quelle parti, scatta una serie di foto compromettenti e consegna il materiale all'onorevole Luigi Di Cori del PCI. Quest'ultimo si reca col segretario del PSI e il sottosegretario democristiano agli interni dal ministro dell'interno Salvatore Li Masi, che tuttavia non sembra dare grande importanza alla notizia, definendo l'operazione di Tritoni "cervellotica e buffonesca" e le intenzioni dei tre uomini "una speculazione politica". Li rassicura tuttavia che passato il fine settimana avrebbe preso i provvedimenti del caso.
Nelle stesse ore i congiurati sono pronti a passare all'azione. La base è una palestra pugilistica, da dove ci si tiene in contatto con le forze militari che stanno convergendo a Roma e con diverse pattuglie di uomini travestiti da carabinieri, pronti a eseguire una serie di arresti programmati. Per le comunicazioni si utilizzano tuttavia gli stessi apparecchi radio residuati bellici forniti da Steiner all'esercito. A causa del loro funzionamento precario si collegano per errore con uno scacchista che, credendo di comunicare con l'avversario, detta una mossa che viene interpretata dal colonnello Barbacane come la posizione dell'aeroporto di Fiumicino. Paracadutata la squadra in un pollaio di Maccarese, viene per errore lanciato il segnale di avvenuta occupazione, sballando tutti i tempi dell'operazione. Viene anticipato (e successivamente annullato) l'oscuramento della capitale, Turzilli viene scoperto con i guardaboschi nello Stadio Flaminio di Roma, e la squadra del colonnello Furas occupa la sede Rai a trasmissioni oramai finite, quando è ormai inutile lanciare l'appello alla nazione.
Parte intanto un'operazione di polizia. I congiurati vengono arrestati, mentre Tritoni riesce a nascondersi da Marcella Bassi Lega, venendo poi scoperto dalla polizia assieme a uno dei numerosi amanti della donna, mancato al golpe per "appendicite". Il parlamentare è quindi portato dal Presidente della Repubblica, al cospetto del quale già si trovano, in stato di arresto, gli altri capi della congiura. Questi lo tradiscono svelando la sua idea golpista. A conferire con il Presidente c'è anche il ministro Li Masi, che mostra come le forze di polizia, già al corrente delle trame eversive, le hanno prevenute efficacemente: anzi, per meglio difendere lo Stato, Li Masi svela, a un perplesso Presidente, a cui chiede poteri speciali, la tentazione di attuare un contro-colpo di Stato al fine di isolare gli estremismi politici e di instaurare uno stato di polizia tecnocratico di stampo autoritario. Tritoni, umiliato e irato, sottrae a un militare una granata, minacciando di farla esplodere e facendo morire il presidente della Repubblica di infarto, favorendo così i piani del ministro Li Masi.
Un anno dopo, Tritoni si trova a vivere nello Stato autoritario da lui sognato, ma senza esser partecipe del potere. Il capo del suo ex-partito, la Grande Destra, sostiene il governo, e l'imprenditore Steiner è ministro del lavoro, così come sono ministri alcuni militari che affermavano fedeltà alla Repubblica. Il film si conclude con Tritoni, in bolletta e guardato con sospetto dall'opprimente regime poliziesco, seduto a un tavolino di un bar mentre cerca di vendere il suo piano golpista a dei politici di un sottosviluppato stato africano.

Tritoni con il colonnello Ribaud
L'industriale Antonino Irnerio Steiner
La riunione dei congiurati
Armando Caffè e Luigi Di Cori
Lo studio del proclama
Il Presidente della repubblica

## Riferimenti ai fatti reali
(Finale del proclama agli italiani da leggere alla TV)
Il film è un esplicito richiamo alle numerose trame golpiste avvenute nei primi anni '70. Sono molti i richiami al generale Giovanni de Lorenzo e al Piano Solo e c'è chi sostiene che la trama ricordi in modo esplicito la cronaca del presunto tentativo di colpo di stato attribuito al principe Junio Valerio Borghese e avvenuto nella notte tra il 7 e l'8 dicembre 1970. La pellicola mescola in realtà riferimenti a entrambe le vicende, che ebbero in comune l'idea di far convergere clandestinamente su Roma dei reparti militari per occupare i suoi punti vitali (la televisione, il Ministero dell'interno) e mobilitare finti appartenenti alle forze dell'ordine per l'arresto di determinati politici.
In particolare:

Il campo paramilitare

L'onorevole Cicero (Gianni Solaro) e l'onorevole Mazzante (Tino Bianchi)

- la morte per infarto del presidente della Repubblica Italiana rimanda al colpo apoplettico avuto da Antonio Segni nel 1964, e non a caso l'attore che lo impersona gli somiglia;
- il segretario della "Grande Destra" (partito fittizio che già nel nome è un esplicito riferimento alla Destra Nazionale missina del 1973) somiglia a Giorgio Almirante nelle fattezze e nella rima del cognome (Mazzante);[4]
- il fittizio generale De Vincenzo, autore di un tentativo di colpo di Stato avvenuto nel 1968, è un chiaro riferimento al nome del generale Giovanni de Lorenzo;
- la palestra di pugilato che fa da base dell'operazione "Volpe Nera" è un riferimento all'Accademia pugilistica romana, dove Junio Valerio Borghese riunì i suoi uomini per il colpo di stato del 1970, poi fallito;
- il campo di addestramento dove Tritoni tiene un comizio richiama i campi paramilitari degli anni '70 scoperti in varie località (Zafferana Etnea, Menfi, Forte Pramand di Salbertrand);[5] e non ha nulla a che vedere con i Campi Hobbit, organizzati tra il 1977 e il 1981;[6]
- il contro-piano del ministro Li Masi, che con la scusa di reprimere la rivolta attua un vero colpo di Stato, richiama la cosiddetta Esigenza Triangolo,[7] un piano che sarebbe stato ideato come scusa per consentire ai governi democristiani di emanare leggi speciali e dare il via alla strategia della tensione in Italia come metodo di conservazione del potere.[8]

Del tutto arbitraria è invece l'identificazione dei personaggi del film coi protagonisti delle trame golpiste. Come ha raccontato Mario Monicelli, il carattere e il modo di fare dei protagonisti richiama alcuni luoghi comuni tipici della destra italiana di quegli anni, lacerata tra lo spiritualismo conservatore evoliano, l'ideologia reazionaria tipica dei monarchici e il movimentismo ribelle dei settori giovanili, cui aggiunge due figure stereotipate dell'industriale finanziatore e dell'alto prelato militarista. Lo stesso Monicelli, del resto, ha definito il film un'opera di fantapolitica e satira, volutamente non a lieto fine "per far suonare una campana. Dire al cittadino di fare attenzione, di essere vigilante, di non lasciarsi abbagliare solo da episodi clamorosi". Una farsa "costruita prendendo spunto dai giornali che adombravano la faccenda", aggiunge riferendosi al generale col monocolo (de Lorenzo), e alla Guardia forestale dello Stato fatta scendere a Roma nel 1970.
Riprendendo un copione già visto ne I soliti ignoti e più ancora ne L'armata Brancaleone, il regista mette insieme una sgangherata compagnia fatta di militari nostalgici e delinquentelli di bassa tacca, che pensano di poter prendere il potere senza far ricorso alla violenza, fidando nella debolezza dello Stato e convinti che gli italiani, di fronte a "un pugno di uomini decisi", li avrebbero seguiti "chi per fede, chi per interesse, chi per paura".
Nel film si fa riferimento ai maiali, siluri sottomarini in dotazione ai guastatori italiani (di cui fu comandante Junio Valerio Borghese) identificati qui come barchini e non siluri.

## Colonna sonora
All'epoca (1973) la CAM pubblicò un 45 giri appositamente dedicato al film (numero catalogo: AMP 113) contenente due titoli: 
- Synthetizer Rhythmic (comprende le 3 principali musiche del film)
- Son finiti i tempi cupi (eseguita durante il film e come sigla titoli di coda)

Le musiche sono di Carlo Rustichelli.

## Distribuzione
Il film è uscito nelle sale italiane il 6 marzo 1973, pochi mesi prima del Colpo di Stato in Cile del 1973.